# Cầu diệp ít biết
Cầu diệp ít biết (danh pháp hai phần: Bulbophyllum elassonotum) là một loài phong lan thuộc chi Bulbophyllum. Loài này phân bố ở Ấn Độ, Thái Lan, Việt Nam.